# Cerveteri
Cerveteri [ʧer'vɛ:teri] ist eine Stadt (città) auf dem Gebiet der Metropolitanstadt Rom in der mittelitalienischen Region Latium. Sie hat 37.973 Einwohner (Stand 31. Dezember 2023).

## Geographie

Lage von Cerveteri in der Provinz Rom

Cerveteri liegt 42 km westlich von Rom zwischen den Sabatiner Bergen und dem Tyrrhenischen Meer. Die Hügellandschaft im Gemeindegebiet wird nach der Stadt Colli Ceriti genannt. Die Altstadt liegt auf einer Terrasse über der Küstenebene 7 km von der Küste entfernt. Das Gemeindegebiet erstreckt sich über eine Höhe von 0 bis 482 m s.l.m.
Zur Gemeinde gehören die Ortsteile Campo di Mare, Cerenova und Furbara am Meer, sowie Borgo San Martino, Casetta Mattei, Ceri, Cerqueto, Due Casette, I Terzi, Procoio, Sasso und Valcanneto im Landesinneren.
Die Gemeinde liegt in der Erdbebenzone 3 (wenig gefährdet).
Die Nachbargemeinden sind im Uhrzeigersinn: Santa Marinella, Tolfa, Bracciano, Anguillara Sabazia, Fiumicino und Ladispoli.

## Verkehr
- Cerveteri hat mit der Auffahrt Cerveteri-Ladispoli Anschluss an die Autostrada Azurra A12 von Fiumicino nach Genua.
- Cerveteri liegt an der Via Aurelia SS 1, die von Rom entlang der Küste bis an die französische Grenze führt.
- Der Bahnhof Cerveteri-Ladispoli an der Bahnstrecke Pisa–Roma liegt auf dem Gemeindegebiet von Ladispoli. Der Haltepunkt Marina di Cerveteri wird von der Regionalbahn FR5 Rom-Civitavecchia bedient. Der Haltepunkt Marina di Cerveteri ist mit Stadtbussen mit der Altstadt verbunden.

## Geschichte
Cerveteri ist eine etruskische Gründung und hieß in der Antike (lateinisch) Caere, (etruskisch) Kaisrie, Kaire, Caisra oder Cisra und ist seit der Zeit der Villanovakultur besiedelt (auf der Pyrgi-Bilingue phöniz. kjsrj geschrieben). Die Griechen nannten die Stadt in unklarer Etymologie Agylla.
Caere war eine der bedeutendsten Städte der Etrusker, Handelsmetropole am Tyrrhenischen Meer mit drei Häfen und Mitglied im Zwölfstädtebund mit engen Verbindungen zu Griechenland. Blütezeit der Stadt war das 7. und 6. Jahrhundert v. Chr., im frühen 5. Jahrhundert v. Chr. begann der Niedergang sowohl in wirtschaftlicher als auch kultureller Hinsicht. Im Jahr 353 v. Chr. wurde Caere von den Römern unterworfen. Ab da war die Geschichte von Caere eng mit Rom verbunden.
Im Mittelalter siedelten die Bewohner der Stadt nach Überfällen der Sarazenen und wegen der sich ausbreitenden Malaria in das besser zu verteidigende Caere Novus (Neues C.), heute das 9 km entfernte Ceri, um. Erst im 17. Jahrhundert wurde der nun als Caere Vetus (Altes C.) bekannte Ort neu besiedelt.

## Bevölkerungsentwicklung
| Jahr      | 1871 | 1881 | 1901 | 1921  | 1936  | 1951  | 1971  | 1991   | 2001   | 2011   |
| --------- | ---- | ---- | ---- | ----- | ----- | ----- | ----- | ------ | ------ | ------ |
| Einwohner | 383  | 574  | 970  | 1.873 | 2.707 | 4.244 | 9.025 | 20.625 | 26.772 | 35.328 |

Quelle: ISTAT

## Politik
Alessio Pascucci (Italia in comune) wurde bei der Stichwahl am 20./21. Mai 2012 zum Bürgermeister gewählt. Er besiegte Angelo Galli (PdL) mit 61,4 %. Er wurde am 11. Juni 2017 mit 65,4 5 im Amt bestätigt. Pascuccis Mitte-links-Koalition stellt auch mit 15 von 24 Sitzen die Mehrheit im Gemeinderat.
Bürgermeister von Cerveteri:
- 2003–2007: Antonio Brazzotti (DS)
- 2007–2008: Raffaele Bonanno, kommissarischer Bürgermeister
- 2008–2011: Gino Ciogli (PD)
- 2011–2012: Giuliana Giaquinto, kommissarische Bürgermeisterin
- seit 2012: Alessio Pascucci (Italia in comune)

## Wappen
Auf blauem Schild eine dreiköpfige Hirschkuh in natürlichen Farben. Sie trägt eine goldene Lanze mit einer roten Fahne mit den goldenen Buchstaben C und C. Das dreiköpfige Tier geht auf ein Relief zurück, das in der Banditaccia-Nekropole gefunden wurde. Die Stadtfarben sind rot und gelb.

## Partnerstädte
- Fürstenfeldbruck in Bayern
- Livry-Gargan in der Île-de-France
- Almuñécar in Andalusien[6]

## Sehenswürdigkeiten

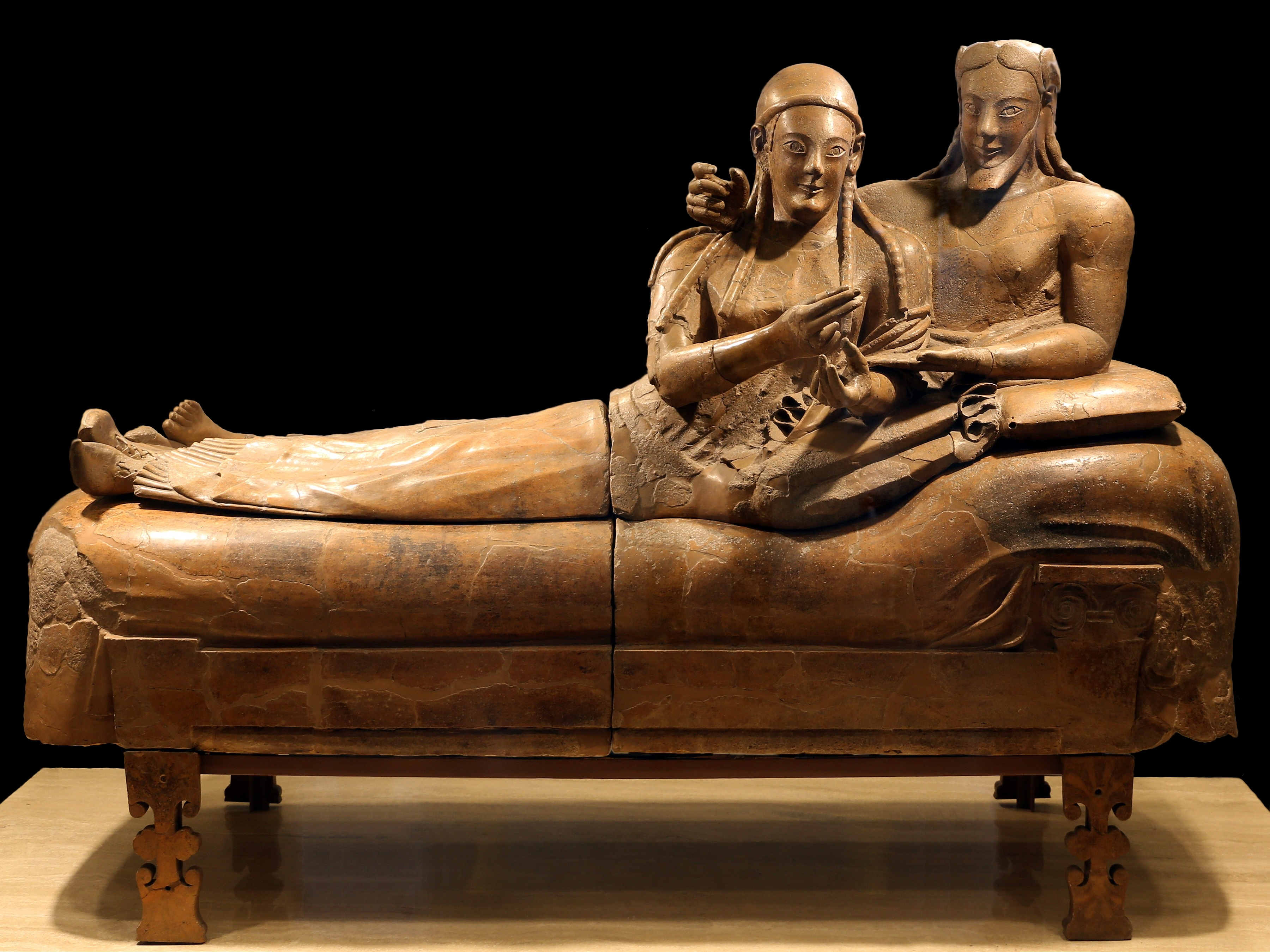
Banditaccia, Ehegattensarkophag (heute im Museo Nazionale Etrusco di Villa Giulia)

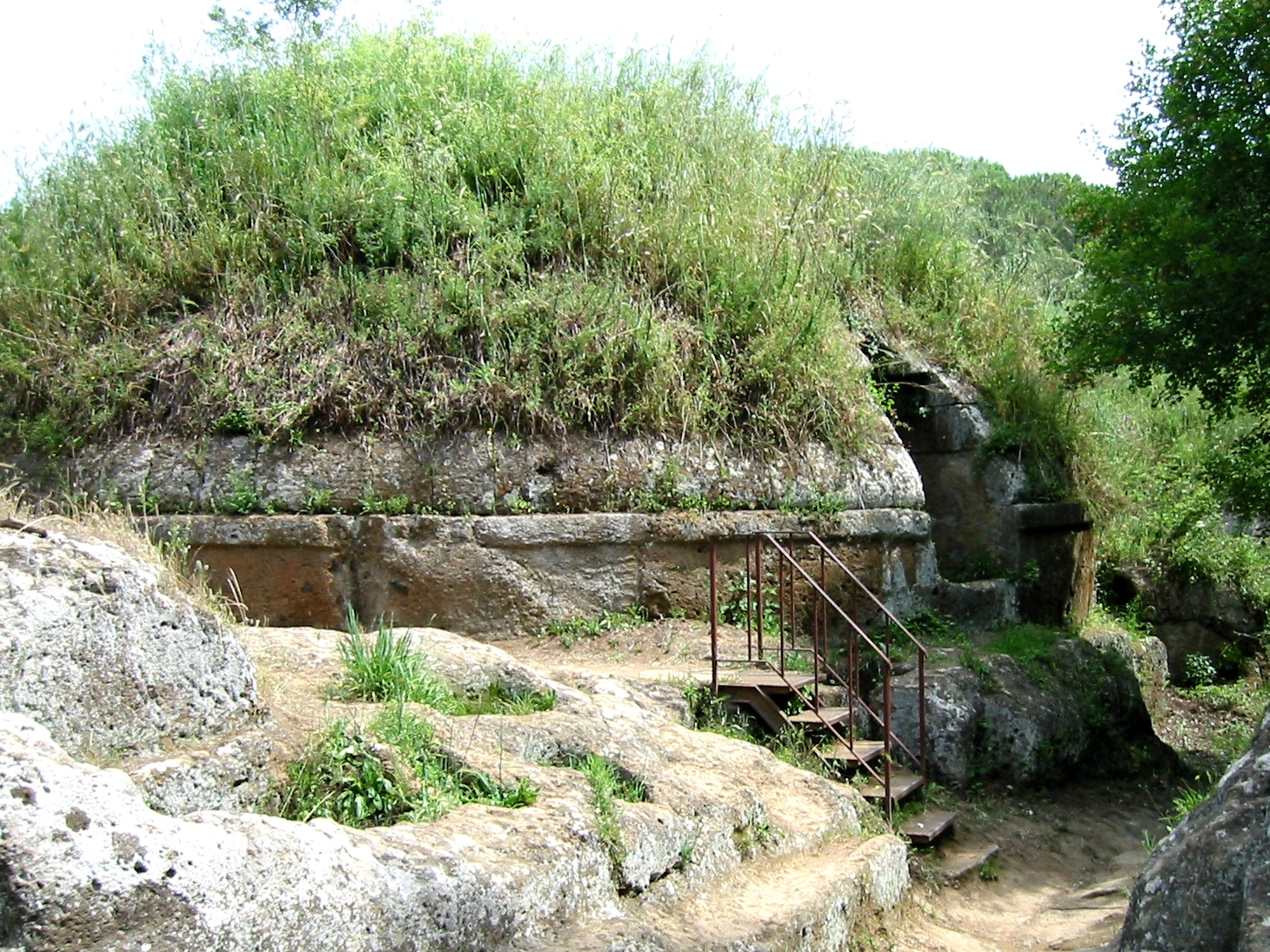
Banditaccia, Tumulus

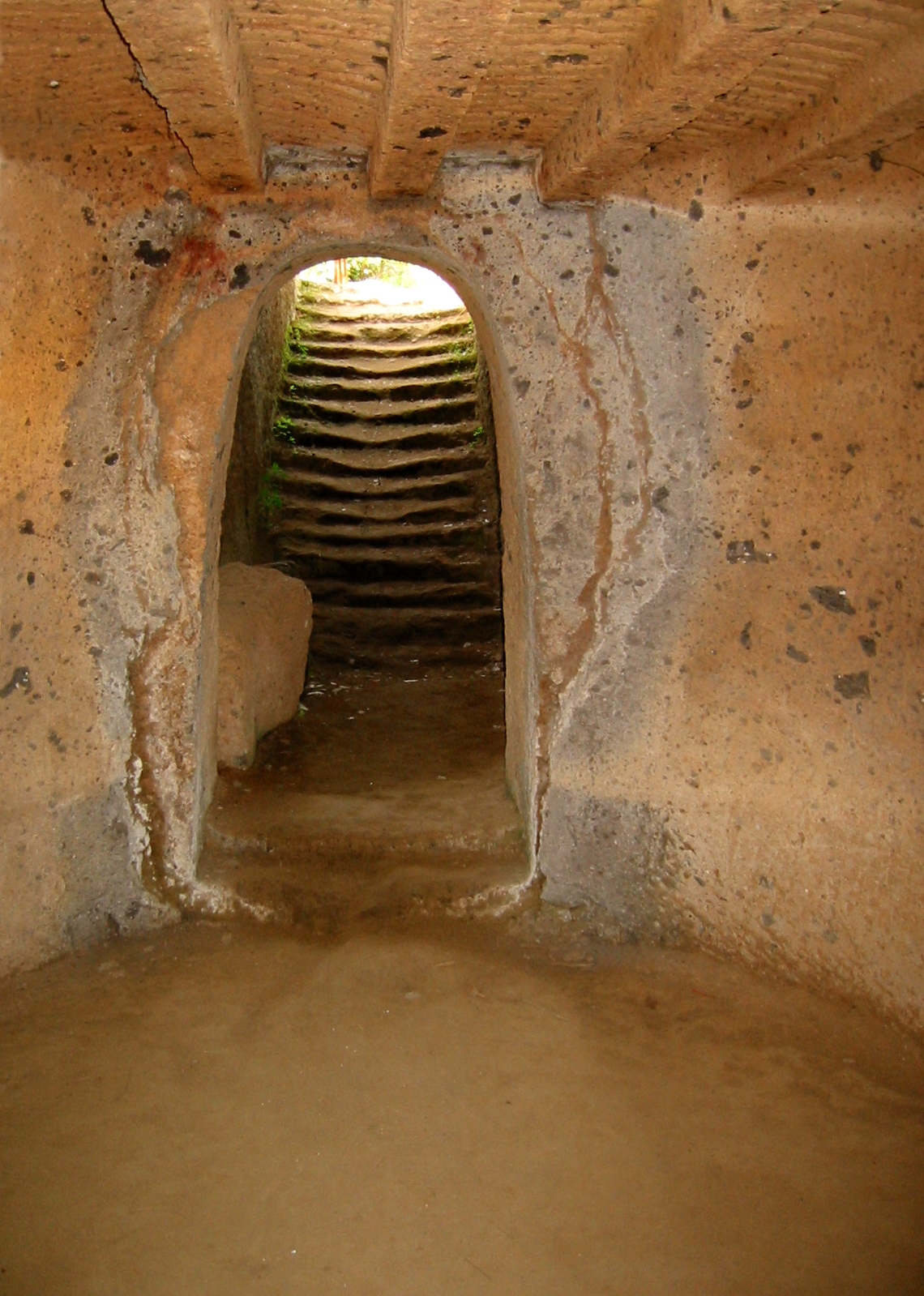
Banditaccia, Eingang einer Grabkammer

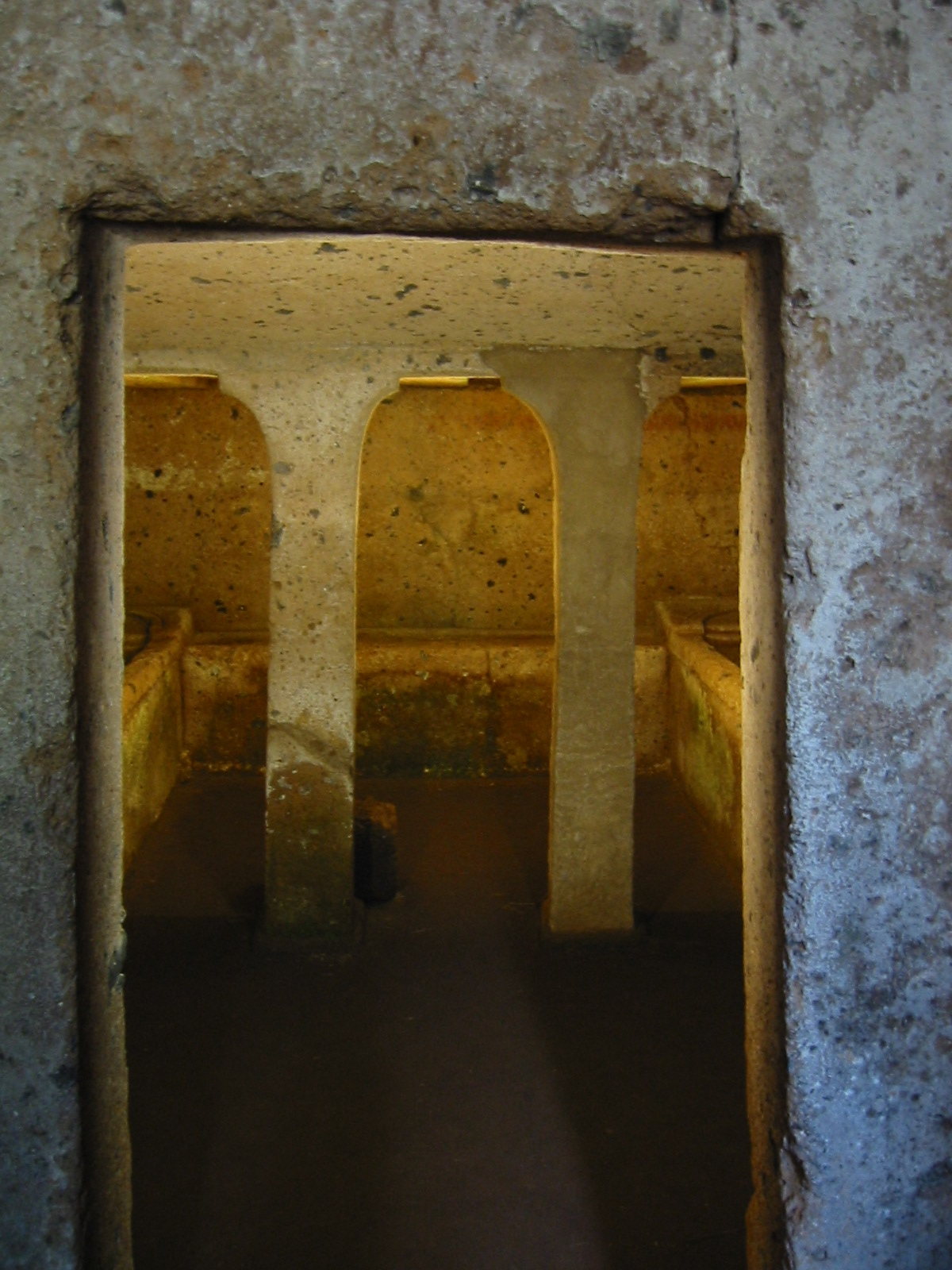
Nekropole Banditaccia, Grabkammer

Cerveteri war eine der bedeutendsten Etruskerstädte. Der Ort wurde in seiner Glanzzeit durch den Export von Eisenerz rasch zu einer der größten, bevölkerungsreichsten Küstenstädte Süd-Etruriens. Mit seiner Macht konnte sich nur Tarquinia messen. Das antike Caere war mehr als 15 mal so groß wie das heutige. Bis zum Ende der Republik galt es in Rom als richtig, zur Vervollständigung der Bildung noch in der alten Etruskerstadt Caere zu studieren, die wohl auch im Begriff der ‚Zeremonie’ weiterlebt.
Die Verbindung zu Griechenland zeigt sich besonders in der Ausgestaltung der Gräber. Aber es gab auch deutliche kulturelle Unterschiede. Den Gräbern z. B. kam in Etrurien eine Bedeutung zu, die sie in Griechenland nie hatten.
Die etruskischen Rundgräber sind seit dem 7. Jh. bekannt. In ihnen ist der größte Teil dessen gefunden worden, was als etruskische Kunst erhalten ist. „Im Kunsthandwerk steht die etruskische Kunst seit dem 7. Jh. unter orientalischem Einfluss, neben dem Import echter phönikischer, assyrischer und ägyptischer Gegenstände stehen einheimische Nachahmungen. Bald wird dieser Einfluss vom griechischen abgelöst, der bis zum Ende der etruskischen Kunst beherrschend bleibt. Die etruskische Kunst ist deshalb am besten als provinzieller Ableger der griechischen zu deuten.“
Die frühe Geschichte der Stadt Rom stand deutlich im Zeichen der Etrusker und später wollten die Römer, als sie selbständig und mächtig geworden waren, die Erinnerung an die Etrusker möglichst auslöschen und zerstörten alles an den etruskischen Gebäuden, was aus Holz war. Deshalb haben sich von der etruskischen Architektur nur die Dinge erhalten, die aus Stein waren, so beispielsweise die Stadtmauern in einigen toskanischen Städten wie Cortona.
Der typische Eingang zu einem etruskischen Hügelgrab besteht aus übereinander geschichteten und stufenweise nach innen versetzten Steinblöcken, die in einer Deckenplatte enden. Ein solches Tumulus-Grab wurde in der Anfangszeit noch aus dem stehenden Tuffstein eines kleinen Hügels herausgeschlagen, anschließend mit Erde bedeckt und bepflanzt. Später wurden solche Gräber extra aus Stein errichtet.
Cerveteri war zweifellos die reichste, mächtigste und betriebsamste von allen am Meer gelegenen Städten Etruriens. Die Namen des Tyrrhenischen und des Adriatischen Meeres sind etruskischen Ursprungs. Die Jagd, der Fischfang und die Schifffahrt waren die Lieblingsbeschäftigungen ihrer Einwohner. Der Höhepunkt der städtischen Entwicklung lag zwischen dem 7. und 5. Jh., als Cerveteri ungefähr 100.000 Einwohner hatte.
Die Etrusker sind in der Kunstgeschichte berühmt geworden für die Herstellung von Bronzearbeiten – z. B. der Kapitolinische Wölfin und den sog. „Brutus“ in den Kapitolinischen Museen in Rom. Ihre eigenständigste Erfindung sind aber ihre großen Rundgräber, von denen hier in Cerveteri die bedeutendste Gruppe steht. Sie stehen hier teilweise so eng zusammen, dass nur ein Gang zwischen ihnen frei bleibt.
In einem solchen Grabhügel konnten mehrere Familiengräber versammelt sein, die auch separate Eingänge haben. Beim Eintritt wird man über Stufen nach unten geleitet. Mit dieser Maßnahme gewann man in dem stehenden Gestein mehr Raum für die Grabkammern.
Die Städte der Etrusker waren insgesamt aus Holz gebaut, auch der größte Teil der Tempel und der Adelspaläste. Aus Stein bestanden lediglich die Fundamente der Tempel und der Profanbauten, die Befestigungsanlagen – und eben die Gräber. In bergigen Gegenden meißelte man diese Totenhäuser aus dem Fels, in ebenen Gegenden wurden die aus Stein zusammengefügten Grabkammern mit Erde überhäuft, so dass sie einen Hügel bildeten.
Vor dem Eingang war ein unbehauener Steinpfeiler für den Mann, ein kleines dreieckiges Steinhaus für einen weiblichen Leichnam aufgestellt. Man konnte auf diese Weise Anzahl und Art der bestatteten Leichname an den Symbolen ablesen.
Nicht alle Eingänge zu den Gräbern sind ebenerdig. Es gibt auch Eingänge, die noch nicht richtig freigelegt worden sind. Es sind nämlich noch lange nicht alle Gräber gefunden und auch nicht alle gefundenen für den Publikumsverkehr zugänglich. In dieser Gegend wie auch in anderen, wo etruskische Grabanlagen vermutet werden, blühen nicht-offizielle, man könnte auch sagen kriminelle Versuche, solche Gräber zu finden, ihre Schätze zu plündern und zu verkaufen. Diese heutigen Grabräuber werden im Italienischen „Tombarolo“ genannt. Ein Teil ihres Raubgutes wird, – wie wir seit jüngster Zeit [1996] wissen – anstandslos im Londoner Verkaufshaus Sotheby’s versteigert. Auch das Getty-Museum in Kalifornien ist – spätestens seit 2005 – hier in einen schlechten Ruf geraten.
Da nicht möglich ist, all diese verstreuten Stellen ehemals etruskischer Besiedlung in der italienischen Landschaft ständig polizeilich zu überwachen, haben sich Grabräuber darauf spezialisiert, diese unentdeckten Grabanlagen mit technisch hochwertigem Suchgerät zu finden und auszurauben.
Seit 2004 gehören die Nekropolen zum Weltkulturerbe der UNESCO.
Bedeutende Grabanlagen
- Grab der gemalten Tiere (Tomba degli Animali dipinti)
- Grab der Kapitelle (Tomba dei Capitelli), Mitte 6. Jahrhundert
- Grab der Schilde und der Stühle (Tomba degli Scudi e delle Sedie), Mitte 6. Jahrhundert
- Grab der gemalten Löwen (Tomba dei Leoni dipinti), um 620.
- Grab der Sarkophage (Tomba dei Sarcofagi), Ende 4. Jahrhundert
- Grab des Schiffes (Tomba della Nave), Ende 7. Jahrhundert
- Grab der Reliefs (Tomba dei Rilievi), 4.–2. Jahrhundert
- Grab der Meereswellen (Tomba delle Onde Marine), 4.–3. Jahrhundert
- Grab des Alkovens (Tomba dell’Alcova), 4.–3. Jahrhundert
- Würfelgräber, Zweite Hälfte des 6. Jahrhunderts
- Felsengräber, 4.–3. Jahrhundert

- Nekropolen mit Tumulusgräbern aus der Blütezeit der Stadt und Würfelgräbern aus späterer Zeit; im Inneren sind die Gräber wie möblierte Häuser gestaltet; darunter beziehungsweise daraus:
- die Tomba Regolini-Galassi mit reichen Goldfunden aus der Mitte des 7. Jahrhunderts;
- die „Ehepaarsarkophage“ aus dem 6. Jahrhundert v. Chr. (einer befindet sich im Louvre in Paris, ein zweiter im Museo Nazionale Etrusco di Villa Giulia in Rom);
- Buccheros genannte Tonplatten aus dem 6. Jahrhundert v. Chr. als Wandverkleidung;
- etruskische Terrakottaplastik;
- Keramik vermutlich aus dem östlichen Ionien aber auch aus eigener Produktion („Caeretaner Hydrien“ aus dem späten 6. Jahrhundert); sowie
- die Tomba dei Rilievi (Reliefgrab) aus der Zeit um 300 v. Chr., in der der Hausrat in Stuck nachgebildet ist.
- im Museo Nazionale Archeologico Cerite im ehemaligen Kastell werden Teile der Funde aus der etruskischen Zeit ausgestellt.

## Wirtschaft
Cerveteri ist ein landwirtschaftliches Zentrum. Von Bedeutung ist der Weinanbau mit der Produktion des DOC Weins Cerveteri.

## Personen mit Beziehung zur Stadt
- Giuliano Gemma (1938–2013) lebte bis zu seinem Tod in Cerveteri. Er starb hier bei einem Autounfall am 1. Oktober 2013.[10]

## Sonstiges
Im Zweiten Weltkrieg befanden sich bei Cerveteri zwei Militärflugplätze. Der kleine Militärflugplatz Furbara ist noch aktiv und wird von einer Spezialeinheit der italienischen Luftwaffe genutzt. Auf dem ehemaligen Flugplatz Cerveteri-Ladispoli (⊙) unterhält der Nachrichtendienst AISE eine Anlage zur Überwachung von Satellitenkommunikation.